# Podopinae
A Podopinae a félfedelesszárnyúak (Hemiptera) rendjében a poloskák (Heteroptera) alrendjébe sorolt címerespoloska-alkatúak (Pentatomomorpha) öregcsalád címeres poloskák (Pentatomidae) családjának egyik alcsaládja.

## Rendszerezésük
Az egyes taxonok elkülönítésének nehézségei miatt az alcsalád tagolása bizonytalan. Egyik rendszerekben, például az ITIS-ében az alcsalád a címeres poloskák (Pentatomidae) családjának része hat nemmel. Az NCBI Taxonomy Bowser hét nemet különít el úgy, hogy azok közül csak egy azonos az ITIS rendszerében szereplők valamelyikével. A BioLib kilenc nemzetséget különböztet meg, és ezeket osztja tovább nemekre. J. Péricart (2009) öt nemzetségre tagolja úgy, hogy egyes nemek nemzetségen kívül maradnak. Az alábbiakban ezt a beosztást követjük.

## Nemzetségek és nemek (J. Péricart 2009)
- Brachycerocorini nemzetség három nemmel:
  - Bolbocoris
  - Brachycerocoris (típusnem)
  - Phymatocoris
- Deroploini nemzetség kilenc nemmel:
  - Dandinus
  - Deroploa
  - Deroploopsis
  - Eufroggattia
  - Jeffocoris
  - Numilia
  - Propetestrica
  - Protestrica
  - Testrica
- Podopini nemzetség 27 nemmel:
  - Allopodops
  - Amaurochrous
  - Amauropepla
  - Aspidestrophus
  - Burrus
  - Coracanthella
  - Crollius
  - Gambiana
  - Haullevillea
  - Kayesia
  - Melanophara
  - Moffartsia
  - Neapodops
  - Notopodops
  - Oncozygia
  - Oncozygidea
  - Petalodera
  - Podops (típusnem)
  - Scotinophara
  - Sepidiocoris
  - Severinina
  - Storthecoris
  - Stysiellus
  - Tahitocoris
  - Thoria
  - Tornosia
  - Weda
- Tarisini nemzetség három nemmel:
  - Cryptogamocoris
  - Dybowskyia
  - Tarisa (típusnem)
- nemzetségen kívül négy nem:
  - Cyptocoris
  - Eobanus
  - Kundelungua
  - Neocazira

## Vitatott besorolású

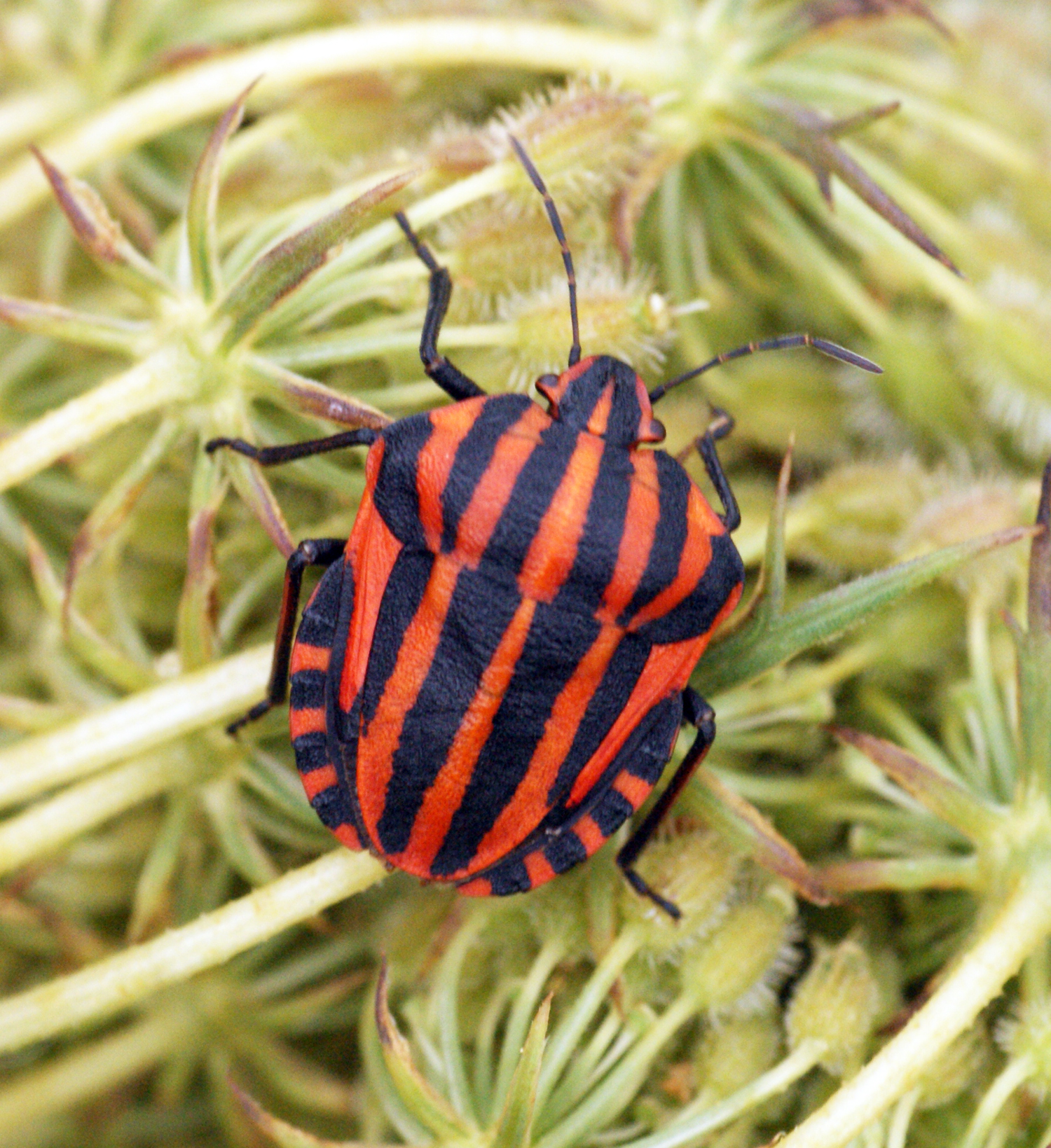
Csíkos pajzsospoloska (Graphosoma lineatum)

A pajzsos poloskaformák (Graphosomatini) nemzetséget újabban nemcsak az alcsaládból, de magából a címeres poloskák (Pentatomidae) családjából is kiveszik, és a pajzsos poloskák (Scutelleridae) osztályába helyezik át.
- pajzsos poloskaformák (Graphosomatini) nemzetség 17 nemmel:
  - Ancyrosoma
  - Asaroticus
  - Crypsinus
  - Derula
  - pajzsos poloska (Graphosoma, típusnem)
  - Hybocoris
  - Leprosoma
  - Neoleprosoma
  - Oplistochilus
  - Parabolbocoris
  - Putonia
  - Selenodera
  - Sternodontus
  - Tholagmus
  - Tshingisella
  - Ventocoris
  - Vilpianus